# Capela Nossa Senhora da Piedade e Recolhimento do Bom Jesus dos Perdões
A Capela Nossa Senhora da Piedade e Recolhimento do Bom Jesus dos Perdões é um templo católico romano do século XVIII localizado em Salvador. Foi tombada pelo Instituto do Patrimônio Histórico e Artístico Nacional (IPHAN) em 1943.

## Localização
O Convento do Bom Jesus dos Perdões foi construído na primeira serra além do centro da cidade de Salvador. Fica em uma rua estreita, a Rua dos Perdões abaixo do largo Santo Antônio Além do Carmo, uma praça pública, da Igreja de Santo Antônio Além do Carmo e do Forte de Santo Antônio Além do Carmo. A igreja e o convento situam-se numa densa área urbana de casas e sobrados construídos no final do século XIX.

## História
O Arcebispo Luís Álvares autorizou a construção de uma pequena igreja e convento já em 1732. Domingos do Rosário e Francisco Chagas construíram uma capela dedicada a Nossa Senhora da Piedade e um pequeno convento dedicado ao Senhor Bom Jesus dos Perdão. O convento em forma de "L" é a parte mais antiga do edifício. A capela e o convento foram ampliados em 1789 por Teodósio Gonçalves da Silva e sua esposa Ana de Souza Queiroz. A expansão incluiu 40 novas celas, sacristia, torre, refeitório, cozinha, salão de entrada e banheiros. Esta construção continuou até o início do século XIX. A capela foi dourada em 1819. O convento sofreu grandes modificações no século XX; o seu leiaute inicial agora é difícil de discernir.
O edifício passou por inúmeras reformas no século XX. O prédio foi utilizado pela Legião Brasileira de Assistência em 1943, e um pequeno pavilhão foi construído em 1950. As paredes laterais e as coberturas da nave e da capela-mor foram estabilizadas entre 1959 e 1961; as obras de estabilização voltaram a ser realizadas em 1962. O exterior foi novamente pintado em 1974 pelo IPHAN, mas já se encontra em avançado estado de degradação.

## Estrutura
A capela apresenta fachada simples com portal único de pilastras caneladas, aparentemente modificada no século XIX em estilo neoclássico. O portal, que deixou de estar alinhado com o edifício após modificações no século XIX, exibe um frontão com volutas e uma cruz no centro; seu desenho foi inspirado no da Igreja de São Miguel, localizada ao sul do bairro de Pelourinho. Frontões semelhantes podem ser encontrados no Solar Ferrão, também no Pelourinho; o prédio do Museu de Arte da Bahia e da Casa de Oração dos Jesuítas.
A nave da capela possui um único corredor lateral, com as tribunas espalhadas por um único corredor. Há também dois coros na parte traseira da estrutura. Destaca‐se no seu interior o altar‐mor do final do século XVIII e os dois altares nos ângulos do arco‐cruzeiro. As pinturas do teto da nave e do teto do coro são atribuídas a José Teófilo de Jesus.
Já a estrutura conventual do Recolhimento dos Perdões se desenvolve em torno de um pátio retangular muito estreito, sendo a parte mais antiga da edificação em forma de "L".

## Statusprotegido
A Capela de Nossa Senhora da Piedade foi tombada pelo Instituto do Patrimônio Histórico e Artístico Nacional (IPHAN) em 1943. Foi inscrita no Livro de Belas Artes, sob inscrição 278-A do processo 0264-T.